# Lutjanus guilcheri
Lutjanus guilcheri es una especie de peces de la familia Lutjanidae en el orden de los Perciformes.

## Morfología
• Los machos pueden llegar alcanzar los 60 cm de longitud total.

## Alimentación
Come peces y crustáceos.

## Hábitat
Es un pez de mar de clima tropical  que vive entre 70-100 m de porofundidad.

## Distribución geográfica
Se encuentra en Madagascar Sri Lanka y la Bahía de Bengala.